# Roystonea violacea
Roystonea violacea là loài thực vật có hoa thuộc họ Arecaceae. Loài này được León miêu tả khoa học đầu tiên năm 1943.